# Vilhelm Bjerknes

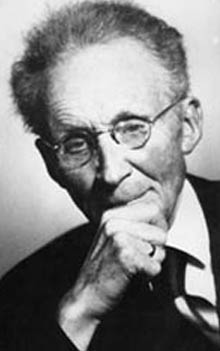
Vilhelm Bjerknes

Vilhelm Friman Koren Bjerknes (* 14. März 1862 in Kristiania in Norwegen; † 9. April 1951 in Oslo) war ein norwegischer Physiker und Meteorologe, der sich insbesondere auf dem Gebiet der Wettervorhersage einen Namen machte.

## Leben
Zunächst unterstützte Vilhelm Bjerknes seinen Vater Carl Anton Bjerknes bei dessen mathematischen Forschungen. 1890 wurde er Assistent von Heinrich Hertz in Bonn bei dessen Forschungsarbeiten bezüglich elektromagnetischer Resonanz, die grundlegend für die spätere Radiotechnik waren.
1895 wurde Bjerknes Professor für angewandte Mechanik und mathematische Physik an der Universität Stockholm. 1907 wechselte er zur Universität von Kristiania und folgte 1912 einem Ruf an die Universität Leipzig, wo er Leiter des Geophysikalischen Instituts wurde. Schwerpunkt seiner Forschungen war hier die Ausarbeitung der synoptischen Darstellung atmosphärischer Zustände. Als die Bedingungen für die Forschung in Leipzig sich infolge des Ersten Weltkriegs drastisch verschlechterten, kehrte Bjerknes 1917 nach Norwegen zurück und gründete das Geophysikalische Institut Bergen. Hier fand, begünstigt durch das an der norwegischen Küste dichte meteorologische Beobachtungsnetz, die Entdeckung von Diskontinuitätslinien auf den Wetterkarten statt, die zur Polarfronttheorie der von ihm begründeten Bergener Schule führte. Bjerknes, der den dynamischen Vorgängen in der Atmosphäre eine exakte mathematisch-physikalische Basis geben wollte, legte die Grundlagen der heutigen numerischen Wettervorhersage. Auch für die Entwicklung der Ozeanographie waren seine Arbeiten über Temperatur, Dichte und Strömungen von großer Bedeutung.
Bjerknes veröffentlichte eine Reihe von Lehrbüchern. Von 1926 bis zu seinem Ausscheiden 1932 arbeitete er an der Universität Oslo.

## Familie
Sein Sohn und Mitarbeiter in Bergen war der Meteorologe Jacob Bjerknes.

## Ehrungen
1929 wurde Bjerknes in die American Academy of Arts and Sciences gewählt, 1934 in die National Academy of Sciences. 1930 wurde er Ehrenmitglied (Honorary Fellow) der Royal Society of Edinburgh und 1933 auswärtiges Mitglied der Royal Society of London. 1936 wurde er Mitglied der Päpstlichen Akademie der Wissenschaften.
1933 wurde ihm die Buys-Ballot-Medaille der Königlich Niederländischen Akademie der Wissenschaften verliehen. 1936 hielt er einen Plenarvortrag auf dem Internationalen Mathematikerkongress in Oslo (New Lines in Hydrodynamics).
Nach ihm sind jeweils ein Krater auf dem Mond und auf dem Mars benannt sowie das Berk, eine veraltete Maßeinheit des Geopotentials.

## Schriften (Auswahl)
- Die Meteorologie als exakte Wissenschaft, Vieweg 1913
- mit  Theodor Hesselberg, J. W. Sandström, O. Devik: Dynamische Meteorologie und Hydrographie,
  - Band 1 mit Sandström: Statik der Atmosphäre und der Hydrosphäre, Vieweg 1912
  - Band 2 mit Th. Hesselberg, O. Devik: Kinematik der Atmosphäre und der Hydrosphäre, Braunschweig, Vieweg 1913
- C. A. Bjerknes. Sein Leben und seine Arbeit, Springer 1933